# Axel Jäderin

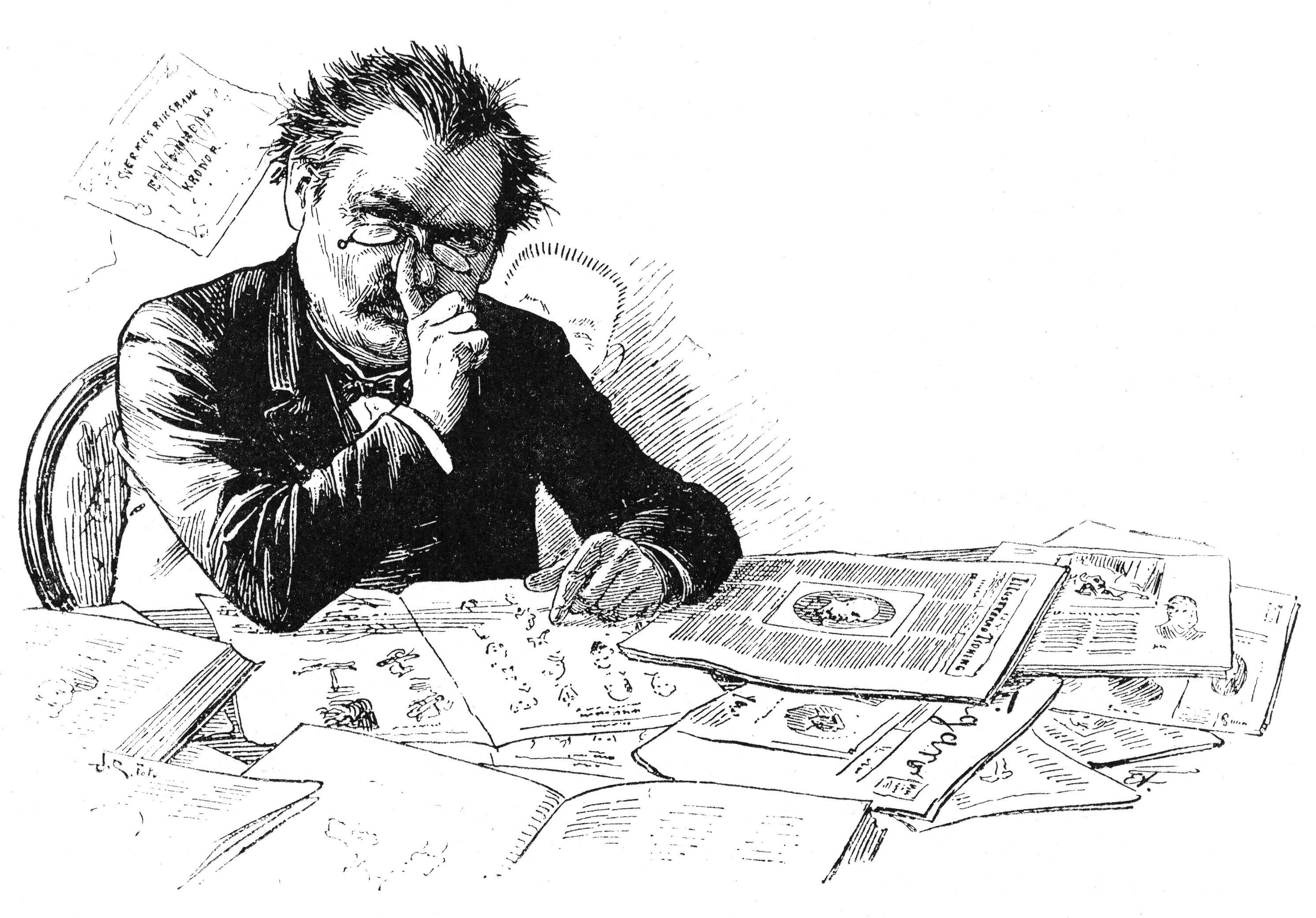
Axel Jäderin studerar konkurrentavisorna.

Axel Vilhelm Jäderin, född den 7 september 1850 i Stockholm, död där den 26 oktober 1925, var en svensk tidningsman, politiker och chefredaktör.

## Biografi
Axel Jäderin var son till poliskommissarien Erik Jäderin och Gustafva Charlotta Holm och bror till geodeten Edvard Jäderin och Anna Branting. Han förblev ogift hela livet. Eter studier vid Uppsala universitet blev Jäderin så småningom medarbetare vid Dagens Nyheter 1879–1882. Därefter fick han tjänst vid Stockholms Dagblad. Svenska Dagbladet grundades i december 1884 och Jäderin blev då dess förste huvudredaktör och ansvarige utgivare. Han var även en av de drivande krafterna bakom grundandet. Denna tjänst hade han kvar till november 1888.
Från 1893 till 1903 var han redaktör i Svenska Telegrambyrån. Jäderin, som 1887 tagit initiativ till den högerorienterade Tidningsmannaföreningen, blev 1904 blev han sekreterare i Allmänna Valmansförbundet och var samtidigt dess kassör. I det förbundet utgav han flera politiska skrifter, bland annat 1915–1923 nio årgångar av Politisk årsbok och Allmänna valmansförbundet 1904–14. En krönika (1914).
Under studieåren blev Axel Jäderin god vän med August Strindberg. Egna litterära försök inbegrep bland annat en diktsamling, Diktförsök av Run, och ett par romaner, Brottsjöar och Fädernas föredömen.

### Skönlitteratur
- Diktförsök / af Run. Stockholm: G. Carlsson. 1870. Libris 1582560
- Nils Dacke : svenskt original. Visby: förf. 1875. Libris 1586258
- Några bitar vers och prosa / af Träff. Stockholm: F. C. Askerberg. 1882. Libris 1601165
- Brottsjöar : verklighetsteckning. Stockholm: Svanbäck. 1891. Libris 1623725. http://hdl.handle.net/2077/57190
- Fädernas föredömen : roman. Stockholm: Nya Dagl. Alleh. 1895. Libris 22516213. http://hdl.handle.net/2077/56023
- Fosterland : dikt. Stockholm. 1912. Libris 1635375

### Varia
- Borttagande af census nödvändiggör proportionsval. Stockholm. 1905. Libris 2500677
- Hafva landtmännen intet att frukta af socialisttyranniet?. Stockholm. 1905. Libris 2500678
- Hel och halfproportionalismen. Stockholm. 1905. Libris 2500679
- Hvad gäller striden?. Stockholm. 1905. Libris 2500682
- Hvarför finnas så få industriidkare i andra kammaren?. Stockholm. 1905. Libris 2500683
- Hvart bär det hän?. Stockholm. 1905. Libris 2500684
- Samlingspartiets rösträttspolitik. Stockholm. 1905. Libris 2500680
- Svar på tal. Stockholm. 1905. Libris 2981616
- Underliga rykten. Stockholm. 1905. Libris 2500681
- Rösträtt och valsätt i kommun och stat m. m. enligt de nya lagstadgandena : kortfattad redogörelse och handledning. Stockholm: Allm. valmansförb. 1909. Libris 1617150 - Anonymt.
- När dagsfrågor dryftas af menige man i Norrländsk bygd. Stockholm: Sv. folkförb. 1911. Libris 1637881 - Anonymt.
- Allmänna valmansförbundet 1904-1914 : en krönika. Stockholm. 1914. Libris 1234672
- Fyra föredrag i dagspolitiska ämnen. Stockholm: Fylgia. 1914. Libris 1633595 - Tillsammans med O. Sandqvist och B. Zander.

### Översättning
- Pantenius, Theodor Hermann (1891). Herrarne Kruse : en roman från det gamla Lifland. Stockholm: Hæggström. Libris 1625426 - Originaltitel: Die von Kelles.